# Lövestads församling
Lövestads församling är en församling i Ljunits, Herrestads, Färs och Österlens kontrakt i Lunds stift. Församlingen ligger i Sjöbo kommun i Skåne län och utgör ett eget pastorat.

## Administrativ historik
Församlingen har medeltida ursprung. 
Församlingen var till 1962 moderförsamling i pastoratet Lövestad och Fågeltofta. Från 1962 till 2010 var den moderförsamling i pastoratet Lövestad, Röddinge, Tolånga och Vanstad. Församlingen införlivade 2010 Röddinge, Tolånga och Vanstads församlingar och utgör sedan dess ett eget pastorat.

## Kyrkor
- Lövestads kyrka
- Röddinge kyrka
- Tolånga kyrka
- Vanstads kyrka